# مگس‌گیر سرخ‌فام
مگس‌گیر سرخ‌فام یا مگس‌گیر شنگرفی جنوبی (نام علمی: Pyrocephalus rubinus) گونه‌ای مگس‌گیر است که نزدیک به مگس‌گیر شنگرفی است. در جنوب شرقی بولیوی و برزیل، پاراگوئه تا آرژانتین و اروگوئه یافت می‌شود. این گونه توسط برخی مقامات طبقه‌بندی از جمله اتحادیه بین‌المللی پرنده‌شناسان به رسمیت شناخته شده است. برخی دیگر هنوز آن را زیرگونه‌ای از مگس‌گیر شنگرفی می‌دانند.
مگس‌گیر سرخ‌فام در گذشته با مگس‌گیر شنگرفی (Pyrocephalus obscurus) هم‌گونه در نظر گرفته می‌شد. این گونه‌ها بر اساس یک مطالعه تبارزایی مولکولی منتشرشده در سال ۲۰۱۶ تقسیم شدند.